# Inghen (Tardinghen)
Inghen is een gehucht in de Franse gemeente Tardinghen (Nederlands: Terdingem) in het departement Pas-de-Calais. Het ligt in het oosten van de gemeente, zo'n twee kilometer van het dorpscentrum van Tardinghen.

## Geschiedenis
Een oude vermelding van de plaats dateert uit de 13de eeuw als Ighehem. De Église Saint-Pierre was een hulpkerk van de kerk van Tardinghen. Op het eind van het ancien régime werden Inghen ondergebracht in de gemeente Tardinghen. Het kerkje verdween; enkel een hoeve bleef nog over.